# Bellon (Charente)
Bellon település Franciaországban, Charente megyében. Lakosainak száma 136 fő (2022. január 1.). Bellon Courlac, Montboyer, Pillac, Saint-Romain és Bors községekkel határos.

## Népesség
A település népessége az elmúlt években az alábbi módon változott:
| Lakosok száma | 176  | 179  | 152  | 186  | 165  | 163  | 156  | 148  | 140  | 136  |
|               | 1968 | 1982 | 1999 | 2006 | 2011 | 2015 | 2017 | 2018 | 2020 | 2022 |